# Fanfara (film)
Fanfara (The Band Concert) è un film del 1935 diretto da Wilfred Jackson. È il primo cortometraggio d'animazione della serie Mickey Mouse prodotto a colori e rappresenta la prima apparizione a colori di Pippo e Orazio Cavezza, mentre Topolino e Clarabella erano già apparsi in tale forma in Parata dei nominati agli Oscar. Fu in ogni caso la prima volta che il grande pubblico vide a colori i suddetti personaggi. Fu distribuito negli Stati Uniti dalla United Artists il 23 febbraio 1935. A partire dagli anni novanta il corto viene distribuito in Italia col titolo Il concerto bandistico.
Pur non ricevendo alcuna nomination agli Oscar, Fanfara divenne comunque particolarmente celebre. Alla 3ª Mostra internazionale d'arte cinematografica di Venezia vinse la medaglia per il miglior disegno animato, e il direttore d'orchestra Arturo Toscanini ne era un fan tanto accanito che andò a vederlo sei volte al cinema e in seguito invitò Walt Disney a casa sua in Italia. Nel 1994 Fanfara si classificò al terzo posto nel libro The 50 Greatest Cartoons, mentre nell'aprile del 1997 fu inserito nel film di montaggio direct-to-video I capolavori di Topolino.

## Trama
Topolino dirige una banda che suona all'aperto, composta da Pippo al clarinetto, Gideon Goat al trombone, Clarabella al flauto traverso, Orazio alle percussioni, Meo Porcello alla tromba e Paddy Pig alla tuba. Il programma prevede l’esecuzione dell’ouverture del Guglielmo Tell di Gioachino Rossini, ma Paperino disturba lo spettacolo cercando di vendere il gelato. Poi sale sul palco, tira fuori un flauto e si mette a suonare Turkey in the Straw, distraendo i musicisti che iniziano a suonarla a loro volta. 
Topolino allora gli rompe il flauto, ma Paperino ne ha molti altri e così la scena si ripete finché il papero non viene scaraventato sopra il suo carrello, distruggendolo. Lo spettacolo continua nonostante alcune difficoltà causate da un'ape, ma quando la banda arriva al segmento Tempesta, un vero e proprio tornado arriva nella radura, scatenando il panico tra i presenti che fuggono terrorizzati, Paperino compreso. La tromba d’aria risucchia anche il palco, ma i musicisti, ormai abituati alle distrazioni, continuano a suonare al suo interno. Quando il tornado se ne va, la banda ricade a terra e termina la propria esecuzione, ma ormai l'unico pubblico rimanente è Paperino che applaude con entusiasmo. Tirato fuori un ultimo flauto, Paperino suona nuovamente Turkey in the Straw, venendo bersagliato dagli strumenti dei musicisti.

## Distribuzione

### Edizione italiana
Il cortometraggio fu distribuito per la prima volta in Italia nel settembre 1982, all'interno della VHS Cartoon Festival I, in lingua originale. Uscì nei cinema il 22 dicembre 1988, sempre in inglese, abbinato alla riedizione di Red e Toby nemiciamici. Il primo doppiaggio del corto fu realizzato dalla Royfilm l'anno successivo con la collaborazione del Gruppo Trenta, ma fu doppiata solo la scena in cui Paperino vende gelati. Nel 2012 il corto è stato ridoppiato dalla stessa società per la trasmissione nel programma Topolino che risate!, sotto la direzione di Leslie La Penna su dialoghi di Nunziante Valoroso. Non essendo stata registrata una colonna internazionale, in entrambi i casi nelle scene di dialogo la musica è sostituita da una versione sintetizzata.

### Edizioni home video

#### VHS
America del Nord
- Mickey's Crazy Careers (1984)
- The Spirit of Mickey (14 luglio 1997)

Italia
- Cartoon Festival I (settembre 1982)[6][8]
- Topolino & soci (settembre 1989)[9]

#### DVD
Una volta restaurato, il cortometraggio fu distribuito per la prima volta in DVD-Video come contenuto speciale in quello di Musica maestro, uscito in America del Nord il 6 giugno 2000 e in Italia il 4 novembre 2015. Fu poi incluso nel primo DVD della raccolta Topolino star a colori, facente parte della collana Walt Disney Treasures e uscita in America del Nord il 4 dicembre 2001 e in Italia il 21 aprile 2004.

## Altri media
Fanfara è alla base dell'omonimo livello segreto del videogioco Topolino Mania (solo nelle versioni per Sega Genesis, Sega Mega-CD e PlayStation). Il corto appare inoltre in Disney's Magical Mirror Starring Mickey Mouse. In Kingdom Hearts II, nel giardino del Castello Disney, vi è invece una scultura topiaria di tutti i personaggi del film.
Il cortometraggio è inoltre servito da ispirazione per lo spettacolo Mickey's PhilharMagic nel Magic Kingdom di Walt Disney World Resort e per l'attrazione Silly Symphony Swings nel parco Disney California Adventure.